# خاندان شونی
خاندان شونی (به ژاپنی: 少弐氏 Shōni-shi) خانواده ای از اشراف ژاپنی بودند که از تبار خاندان فوجیوارا بودند، بسیاری از آنها در دفاتر دولتی در کیوشو مناصب بالا داشتند. قبل از دوره کاماکورا (۱۱۸۵–۱۳۳۳)، «شونی» در اصل یک عنوان و پست در کیوشو (دازایفو، فوکوئوکا) بود. تقریباً ترجمه «شونی» به معنای «مشاور صغیر» است و «شونی» در زیر دست داینی (大 弐) مشغول بکار بوده‌است.
با تسلط اعضای خاندان شعبه موتی فوجیوارا، این عنوان به مرور زمان به عنوان یک نام خانوادگی مورد استفاده قرار گرفت. هنگامی که میناموتو نو یوریتومو، شوگون‌سالاری کاماکورا را در سال ۱۱۸۵ تأسیس کرد، او فرمانداری کیوشو را دوباره سازماندهی کرد. پست شینزی بوگیو جایگزین داینی شد، و خاندان شونی نیز به همین ترتیب از موقعیت وراثت سنتی خود بیرون رانده شدند. با این حال، به اعضای این خاندان هنوز پست‌های مهم دیگری در منطقه اعطا شده بودند.
اعضای خاندان شونی به همراه خاندان اوتومو نقش مهمی در فرماندهی دفاع در برابر تهاجم مغول به ژاپن در سالهای ۱۲۷۴ و ۱۲۸۱ داشتند.
آنها بعداً با آشیکاگا تاکااوجی و دربار شمالی در جنگ‌های دوره نانبوکوچو قرن ۱۴ متحد شدند. مکرراً در قرن ۱۴ و ۱۵ در طی دوره سنگوکو (جنگ‌های داخلی ژاپن) توسط خاندان اوئوچی شکست خوردند، خاندان شونی به تدریج قلمرو خود را از دست دادند و در اواسط قرن شانزدهم در سال ۱۵۵۹ میلادی توسط چیبا تانه‌تسورا از بین رفتند.